# Lobsang Rampa

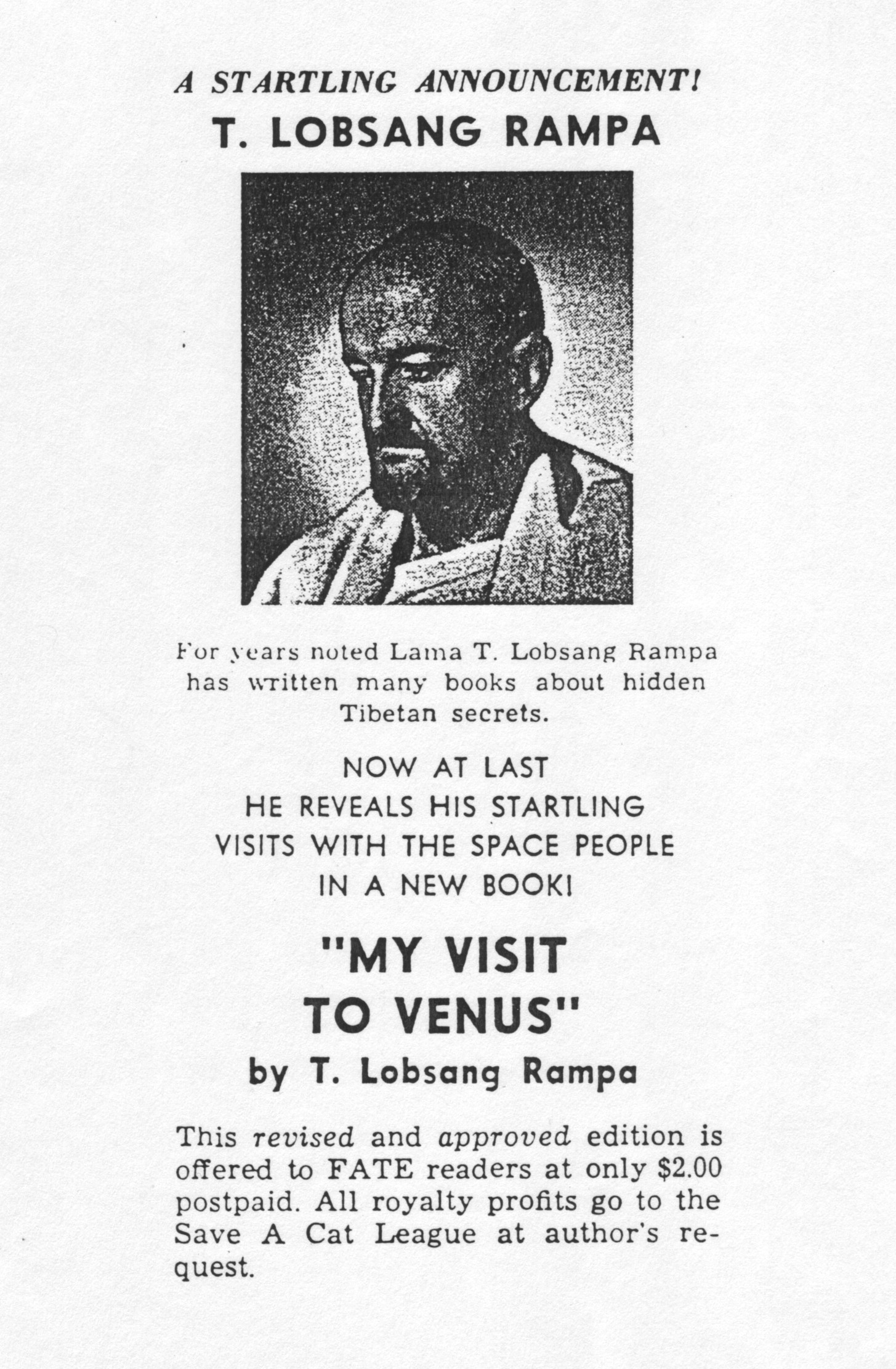
Tract annonçant la parution d'un livre de T. Lobsang Rampa. L'ouvrage, intitulé Visit to Venus (Voyage sur Vénus), est tiré d'un récit de Hoskin/Rampa que son éditeur, Gray Barker, fit publier chez Saucerian Books en 1966 sans l'en informer, et pour lequel l'auteur aurait donné son accord ultérieurement après deux modifications et l'ajout d'une clause contractuelle transférant ses droits d'auteur à une association de protection des chats de Londres. Dans l'ouvrage paru sous ce titre, le récit de la visite sur Vénus ne couvre que 8 pages. Mais Hoskin/Rampa a contesté cet accord dans un autre livre. À cause de ce différend, le livre n'apparaît pas dans la liste officielle des ouvrages de l'auteur

Tuesday Lobsang Rampa, pseudonyme de Cyril Henry Hoskin (Plympton, Angleterre, 8 avril 1910 - Calgary, 25 janvier 1981) est un écrivain britannique qui prétendait être né au Tibet et être devenu le lama médecin à la lamaserie de Chakpori avant de parcourir le monde, puis d'abandonner volontairement son corps de naissance et avoir recours au procédé de transmigration pour continuer sa vie dans celui d'un Anglais. Il avait pris le nom de Carl Kuon Suo jusqu'en 1962. Ses ouvrages, en particulier le premier, Le Troisième Œil, ont obtenu un important succès populaire et l'auteur est généralement perçu comme l'initiateur d'une « nouvelle littérature spirituelle », sinon du New Age dans son ensemble.
Des enquêtes conduites en 1958 ont montré que Hoskin, fils de plombier, était un installateur d'équipements chirurgicaux (surgical fitter) au chômage et qu'il n'était jamais allé au Tibet ni ne parlait le tibétain. La compréhension sceptique de son récit est qu'il s'agit d'un canular littéraire ou d'une imposture.

## Carrière d'écrivain

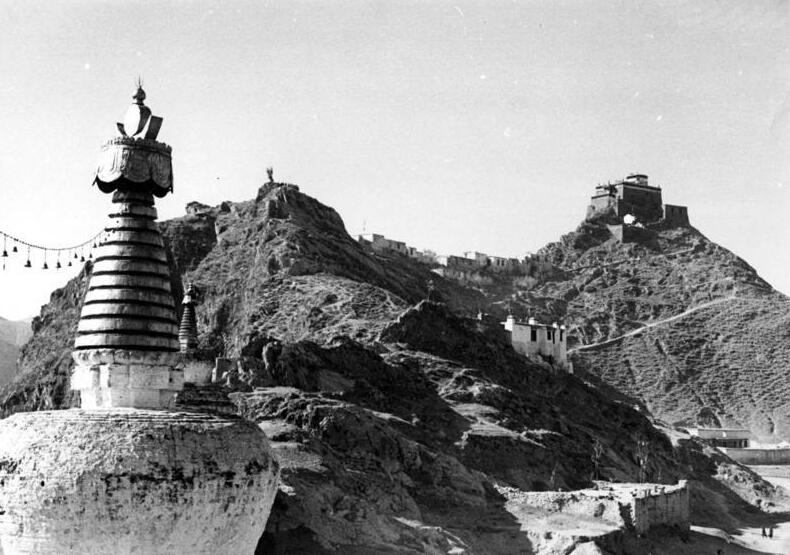
Le Chakpori à Lhassa, au Tibet, où le jeune lama Lobsang Rampa aurait été formé avant de « transmigrer » dans le corps de l'Anglais Cyril Hoskin.

En novembre 1956, un livre intitulé The Third Eye (Le Troisième Œil) est publié au Royaume-Uni. Écrit par un certain Lobsang Rampa, ce livre est censé raconter les expériences que celui-ci a connues dans une lamaserie au Tibet où il aurait été envoyé à l'âge de sept ans. Le titre du livre fait allusion à une opération chirurgicale consistant à percer un petit orifice dans le front de Rampa pour « ouvrir » son troisième œil et lui donner, entre autres, le pouvoir de voir l'aura.
Le manuscrit du Troisième Œil est d'abord refusé par plusieurs grands éditeurs britanniques avant d'être accepté par Secker and Warburg (en) moyennant une avance de 800 livres sterling à l'auteur. Avant la publication du livre, Fredric Warburg (en) rencontre le « docteur Carl Kuon Suo » (nom initial de l'auteur), et est fasciné par sa personnalité. Warburg, captivé par le récit, mais plein de doutes sur le contenu, envoie le manuscrit à un certain nombre de spécialistes, dont plusieurs mettent en doute la véracité du récit. Cela n'empêche pas le livre d'être publié en novembre 1956 et de devenir rapidement un succès de librairie dans le monde entier. Dès les dix-huit premiers mois de sa parution, il est en tête des ventes dans douze pays, se vendant à 300 000 exemplaires et rapportant à son auteur 20 000 livres.
Lobsang Rampa a écrit en tout dix-neuf livres contenant un mélange de préceptes religieux ou ésotériques dont beaucoup ont été repris dans le courant New Age. Aucun n'a atteint le succès du livre Le Troisième Œil. Cependant, ses livres ont continué d'être édités et se sont vendus à quinze millions d'exemplaires dans le monde.

## Controverse sur les origines du livreLe Troisième Œil

### Scepticisme des tibétologues
Dès avant la publication du Troisième Œil, Lobsang Rampa s'était trouvé un détracteur en la personne de l'anthropologue Agehānanda Bharati (en). Sollicité par la maison d'édition pour donner son avis sur la véracité du contenu du livre, ce spécialiste du bouddhisme tibétain mit l'éditeur en garde :

« Les deux premières pages m'ont convaincu que l'auteur n'était pas tibétain, les dix suivantes qu'il n'était pas non plus allé au Tibet ni en Inde, et qu'il ne connaissait rien au bouddhisme sous toutes ses formes, tibétaines ou autres. »

L'explorateur et tibétologue autrichien Heinrich Harrer, qui vécut au Tibet de 1944 à 1951, était sceptique quant aux origines du livre Le Troisième Œil.
David Snellgrove, tibétologue britannique, jugeait que les livres de Hoskin tenaient des propos « éhontés ».
Selon l'éditeur de Rampa, l'anthropologue britannique John Morris, qui avait commencé à voir dans ces ouvrages un mélange de « faits et d'imagination », conclut cependant que l'auteur devait être « une sorte de psychopathe [...] qui se serait convaincu que tout ce non-sens occulte était réel »[citation nécessaire].
Le diplomate et tibétologue britannique Hugh Richardson était encore plus précis : « Un livre qui joue sur le désir du public d’en entendre un peu plus sur le Tibet mystérieux possède l’avantage de ne pas avoir beaucoup de personnes ayant l’expérience nécessaire pour le réfuter […] Il s’y trouve de nombreuses erreurs sur la vie tibétaine et les coutumes […] les exemples d’expressions tibétaines trahissent une ignorance des formes littéraires et familières […] et la tournure des phrases, dans une forme familière anglaise maîtrisée, ne convainc pas du tout que nous aurions affaire à un Tibétain ».
Marco Pallis engagea un détective privé de Liverpool, du nom de Clifford Burgess, pour enquêter sur Rampa. Le résultat des recherches de Burgess fut publié dans le Daily Mail en février 1958 : l'auteur du livre était un certain Cyril Henry Hoskin, né le 8 avril 1910 à Plympton dans le Devon, d'un père plombier. Hoskin n'avait jamais été au Tibet et ne parlait pas tibétain. En 1948, il avait officiellement fait changer son nom en Karl Kuon Suo avant d'adopter celui de Lobsang Rampa.

### Point de vue du14edalaï-lama
En 1964 ou 1965, Arnaud Desjardins, qui filmait les lamas en exil en Inde, rapporte les propos de Tenzin Gyatso, 14e dalaï-lama au sujet du premier livre de Rampa : « chaque fois que vous en aurez l'occasion, précisez que Le Troisième Œil de Lobsang Rampa n'est pas un document, mais une pure fiction d'un auteur occidental ». En 1972, Lobsang Wangchuk, secrétaire adjoint du bureau du 14e dalaï-lama, répondait à une lettre d'Alain Stanké, agent littéraire francophone de Rampa : « nous ne prêtons pas foi aux livres écrits par le dénommé Dr. T. Lobsang Rampa. Ses travaux sont hautement imaginaires et de nature fictive ». Un ouvrage publié en 1984 rapporte que le dalaï-lama, soulignant la valeur romanesque des ouvrages de Lobsang Rampa, déclara devoir le remercier pour la publicité qu'il avait faite au Tibet.
Alfonso Caycedo, le créateur de la sophrologie, a rencontré le dalaï-lama au milieu des années 1960. Il lui a posé une question au sujet de Lobsang Rampa et de son ouvrage Le Troisième Œil. Le dalaï-lama lui a répondu que celui qui avait écrit cet ouvrage n'était pas tibétain et qu'il n'était jamais allé au Tibet, que c'était un imposteur et que ses livres défiguraient la réalité et la tradition de son peuple.

### Les explications de Lobsang Rampa
Rampa fut retrouvé par la presse britannique à Howth en Irlande et confronté à ces allégations. Il ne démentit pas la naissance sous le nom de Cyril Hoskin du corps qu'il utilisait, mais prétendit que ce corps était désormais occupé par l'esprit de Lobsang Rampa.
Selon le récit donné dans son troisième livre, Histoire de Rampa, le premier corps de Lobsang Rampa ayant été endommagé par les tortures subies lors de la Seconde Guerre mondiale et des accidents ultérieurs, n'était plus en état de rester longtemps en vie. De son côté, à la même époque, le Britannique Cyril Henry Hoskin n'avait plus goût à la vie. Un jour, alors qu'il essayait de photographier un hibou, il tomba d'un vieux pin dans son jardin à Thames Ditton, dans le Surrey, et se retrouva hors de son corps. Il vit alors un moine en robe safran marcher vers lui. Le moine lui parla de la possibilité que Rampa lui succède dans son corps. Quelque temps après, des lamas tibétains, grâce à une technique appelée transmigration, libérèrent Hoskin de son propre corps pour que Lobsang Rampa l'y remplace.
Cette histoire de changement de corps que beaucoup d'observateurs jugent abracadabrante est une des raisons pour lesquelles beaucoup ont considéré l'œuvre de Rampa comme l'un des plus gros canulars littéraires du XXe siècle. Hoskin/Rampa n'a cependant jamais modifié ses dires, et a toujours clamé que le contenu de ses livres était authentique.
Confronté aux allégations répétées de la presse britannique selon lesquelles il était un charlatan, Rampa est parti dans les années 1960 vivre au Canada. Il est mort à Calgary le 25 janvier 1981.

### Influence deLe Troisième Œilsur les vocations de tibétologues
Le tibétologue américain Donald Sewell Lopez, Jr. rapporte, dans son livre Fascination tibétaine (Prisoners of Shangri-La, 1998), sa découverte, à l'occasion de discussions sur Lobsang Rampa avec d'autres spécialistes européens du Tibet et du bouddhisme, que Le Troisième Œil était le tout premier livre que nombre d'entre eux avaient lu sur le Tibet. Pour certains d'entre eux, c'est la fascination exercée par le monde décrit par Rampa qui les avait poussés à devenir des universitaires spécialistes du Tibet.
Le même auteur indique que lorsqu'il avait donné à lire, à ses étudiants de l'université du Michigan, Le Troisième Œil, sans leur dévoiler son histoire, il avait constaté que ses « étudiants furent unanimes dans leurs louanges, et ce malgré six semaines de cours et de lectures sur l'histoire et la religion du Tibet. [...] Ils le trouvèrent tout à fait crédible et passionnant, le jugeant plus réaliste que tout ce qu'ils avaient lu précédemment sur le pays ».

## Analyse du phénomène Rampa par des universitaires
Le premier livre de Lobsang Rampa a soulevé tellement d'enthousiasme de la part des lecteurs et de controverses de la part des universitaires, que certains auteurs ont parlé de l'influence de Rampa comme de celle d'un nouveau courant religieux, que l'anthropologue Agehananada Bharati a baptisé, péjorativement, « rampaisme ». Si tous les observateurs scientifiques s'accordent pour dénoncer de façon plus ou moins virulente une sorte d'imposture, la lecture de l'œuvre de Hoskin/Rampa et de son impact dans un contexte de sociologie des religions se fait sous un autre angle.
Pour le docteur en théologie Fabrice Blée, Rampa est un représentant des nouveaux mouvements religieux d'inspiration orientale, contrairement à Sogyal Rinpoché qui serait, selon lui, un représentant du bouddhisme tibétain authentique. Dans son mémoire sur Rampa, Karl-Stephan Bouthillette propose un point de vue de sociologue des religions : « Malgré son aspect imaginaire, cet Orient a une existence incontestable qui mérite notre attention […] Les traditions ésotériques d'Occident, parce que marginales, sont-elles moins authentiques que l'Église ou le bouddhisme tibétain de Sogyal Rimpoche ? », p. 19. Donald Lopez, tibétologue, pousse cette analyse plus loin, après avoir longuement démontré l'imposture de ces livres, en déclarant « Pourquoi ne pas voir le livre comme un message sur la situation difficile du Tibet, adressé à un public de centaines de milliers d'Occidentaux qui seraient restés indifférents si on ne leur avait pas parlé de voyages astraux, de spiritualisme, et de l'espoir d'une évolution humaine vers un nouvel âge. »
Pour Frédéric Lenoir, Rampa est dans la continuité de « l'idéologie théosophique », par exemple en déplaçant vers l'Orient le « centre de gravité spirituel du monde ». Il voit dans ses descriptions l'évocation d'un Tibet théosophique qui n'est pas à confondre avec le Tibet réel. Il constate, malgré ce grand écart, que la popularité du bouddhisme a grandi au contact des ouvrages de Rampa.
Toujours selon Bouthillette, dans sa lecture mythologique des ouvrages de Lobsang Rampa : « Rampa est un produit de la culture occidentale. Si certains l'ont dépeint comme un hurluberlu, c'est qu'ils n'ont pas saisi combien son œuvre reflète l'imaginaire de l'Occident et qu'ils n'ont pas voulu accepter que s'y trouvent des révélations d'importance non certes sur le Tibet, mais sur les aspirations intimes d'un nombre croissant de leurs compatriotes » et il conclut que « si l'engouement pour Rampa est maintenant dépassé, le mythe qui l'animait continue pourtant de s'incarner, avec des variantes, dans le corps de doctrines et de pratiques d'un nombre non négligeable d'adeptes de spiritualité populaire ». Selon son analyse, qui donne une importance particulière à cet auteur dans l'avènement du New Age, « tout porte à croire que Rampa a popularisé un « nouveau bricolage » de thèmes communs à plusieurs courants ésotériques » (il évoque notamment les influences de Paracelse, Franz Anton Mesmer). 
Dans son analyse, Bouthillette assimile un peu plus les récits de Rampa au New Age, en les présentant comme une forme originale de channeling qu'il perçoit comme une « astuce » de l'auteur, « un expédient habile pour présenter son expérience personnelle exceptionnelle comme tout à fait traditionnelle et légitime ».

## Les ouvrages de Rampa et le Tibet
Dans son ouvrage Pour entretenir la flamme, Rampa affirme qu'il a toujours souhaité se mettre au service de la cause tibétaine. Karen Mutton remarque qu'il dénonçait la tragédie tibétaine. Selon cet auteur, malgré les critiques, Lobsang Rampa n'abandonna jamais la cause tibétaine. Elle ajoute que le dalaï-lama lui-même admit que les ouvrages de Rampa, même s'ils sont de nature fictive, avaient sans aucun doute fait une bonne publicité au Tibet.